# Santos Acosta
Santos María Acosta Castillo (Miraflores, 1 de noviembre de 1827-Bogotá, 9 de enero de 1901) fue un abogado, médico, cirujano, académico, militar y político colombiano, miembro del Partido Liberal Colombiano, siendo parte de la generación conocida como "El Olimpo Radical".
Acosta manifestó toda su vida su vocación docente y fue un verdadero mecenas de la cultura. En 1856 ejerció la rectoría del Colegio de Boyacá; así mismo, fue rector de la Universidad de Boyacá. Sus consignas siempre fueron paz y conciliación.Siempre se distinguió por su estilo civilista y constitucionalista; por ello luchó contra los gobiernos de facto y dictatoriales, entre ellos, los de José María Melo y Tomás Cipriano de Mosquera.
Acosta fue gobernador civil y militar de su región entre 1861 y 1864, y ejerció el cargo de presidente de los Estados Unidos de Colombia (hoy Colombia) de 1867 a 1868, luego del golpe de Estado que puso bajo arresto al general Tomás Cipriano de Mosquera. Durante su corto gobierno se ajustó el Archivo Nacional y la Biblioteca Nacional de Colombia, así como la estimulación de la industria del carbón, además fundó la Universidad Nacional de Colombia.
Como militar participó en la mayoría de las guerras civiles del siglo XIX en Colombia (la de 1854, la de 1869, la de 1876, la de 1884 y la de 1895).

## Biografía

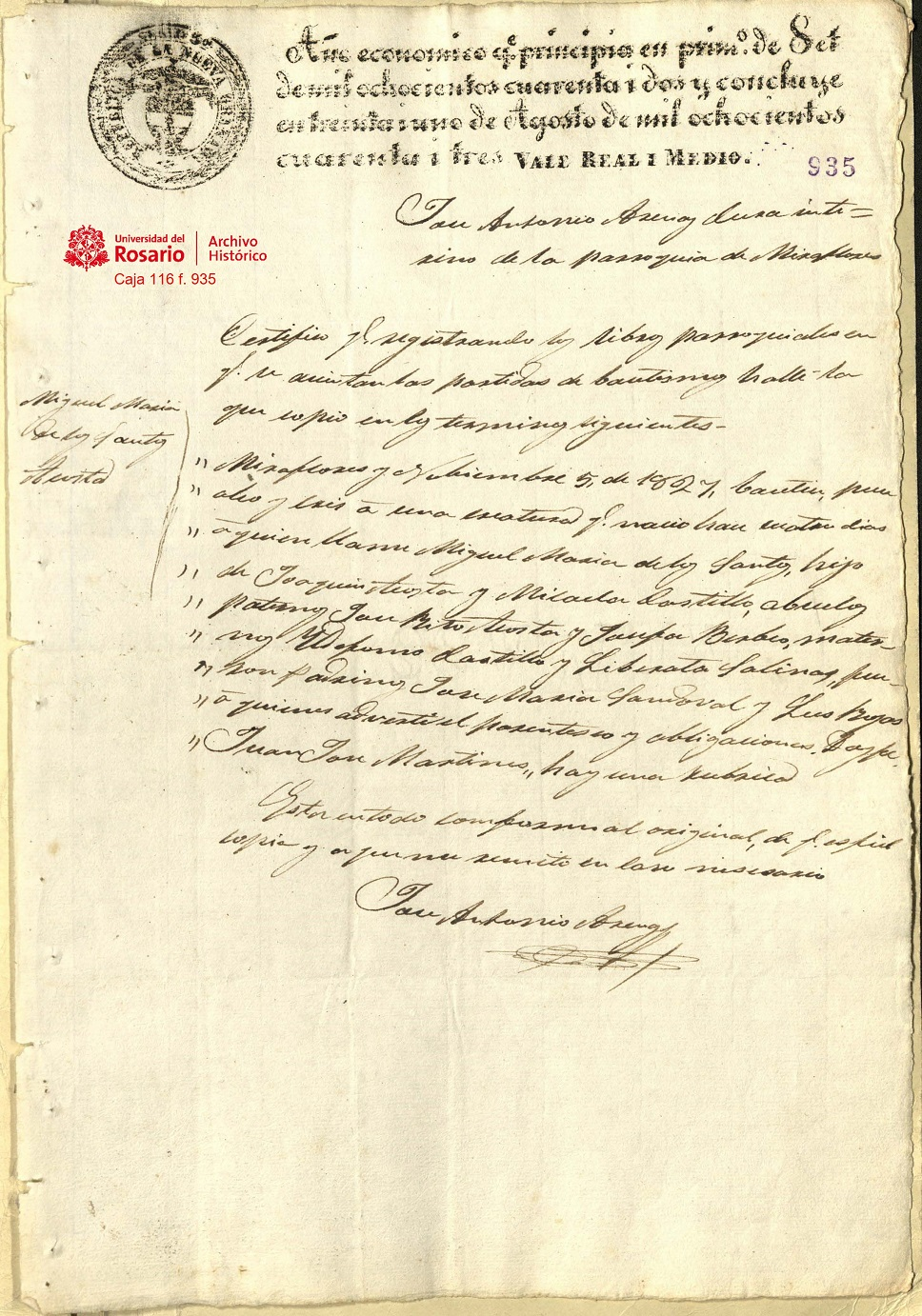
Certificación de la partida de bautismo de Miguel María de los Santos Acosta Castillo. Archivo Histórico de la Universidad del Rosario.

Miguel María de los Santos Acosta Castillo nació en Miraflores, provincia de Tunja, República de Colombia, el 1 de noviembre de 1827, en el seno de una familia tradicional de la región. Pese a que se ha popularizado el nombre de Manuel, su primer nombre era Miguel, tal como figura en el certificado de la partida de bautismo, firmado por el párroco de Miraflores [AHUR, caja 116 f. 935]. 
Formado en un ambiente patriota y nacionalista, Acosta se educó en su natal Miraflores, y posteriormente inició sus estudios de literatura y filosofía en el Colegio de Boyacá, en Tunja, cuando este tenía la calidad de universidad, culminándolos en el Colegio Mayor de Nuestra Señora del Rosario, en Bogotá, época en que cambia su nombre a Santos María Acosta Castillo. Sus estudios profesionales los hizo en la Facultad de Medicina en el Colegio Nacional de Bogotá, donde recibió el título de Doctor en Medicina y Cirugía en el año 1851, a la temprana edad de 22 años.
Acosta se afilió al Partido Liberal Colombiano, comenzando sus actividades políticas siguiendo sus directrices ideológicas, haciéndose representante de la corriente más radical. Su primera actuación en la política tuvo lugar en 1851, cuando concurrió a la Cámara Provincial de Tunja, como diputado por Miraflores. En esta corporación fue elegido vicepresidente. El 1 de octubre de 1852 fue elegido representante principal de la provincia de Tunja al Congreso Nacional de la Nueva Granada. 
En el año 1855 ejerció la Gobernación de Tunja, en su carácter de primer designado. En 1855 participó en la Asamblea Constituyente de Boyacá y suscribió la Constitución de este estado. En diferentes períodos estuvo en la Cámara, el Senado, la Asamblea y la presidencia del Estado de Boyacá. En una época de guerras civiles e intentos dictatoriales, a Santos Acosta también le correspondió actuar en la vida militar.
Su primera actuación militar tuvo lugar en la guerra civil de 1854 para combatir la dictadura del general José María Melo, quien tenía el apoyo de los artesanos "draconianos", que esperaban medidas proteccionistas para la industria nacional. El gobierno legítimo constitucional se organizó con los expresidentes y ciudadanos, principalmente "gólgotas". Acosta alternó su carrera política y militar con su profesión de médico, hasta que definitivamente se alejó del ejercicio profesional para dedicarse de lleno a sus actividades políticas.

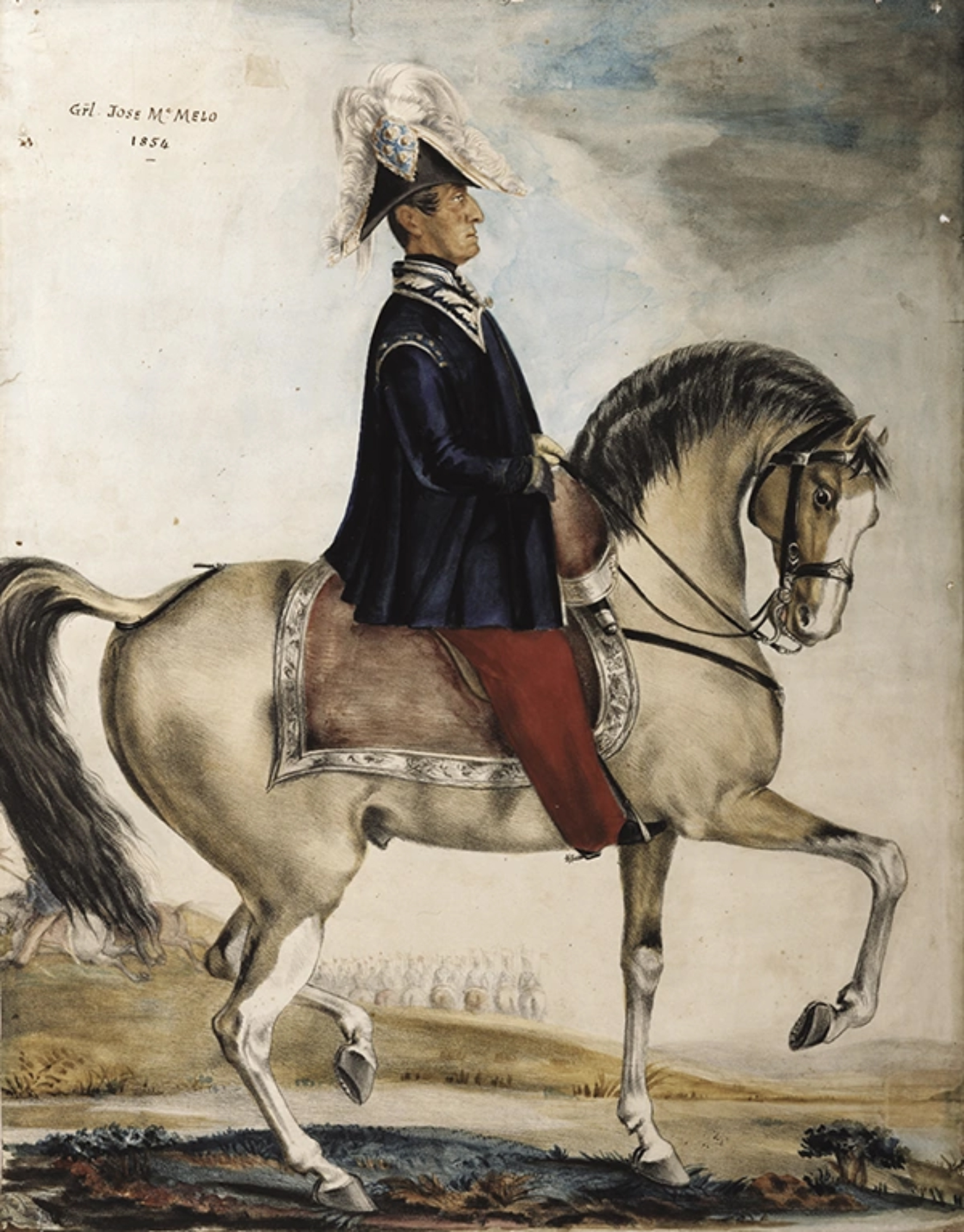
General José María Melo Ortiz. Pintura de José María Espinosa, de 1854. Fuente: Galería de presidentes. Museo Nacional de Bogotá, Colombia.

En el ejército gobiernista, que comandaban los generales Manuel María Franco, Juan José Reyes Patria y Marcelo Buitrago, Santos Acosta comandó el batallón Garagoa y Miraflores, el cual organizó con sus propios recursos. Combatió en Zipaquirá y Tíquiza en mayo de 1854 y defendió la Plaza de Garagoa teniendo bajo su mando a 150 hombres armados; su triunfo sobre los dictatoriales fue muy importante para los constitucionalistas. Participó en el ataque y toma de la ciudad de Bogotá, el 4 de diciembre de 1854, después del cual el dictador Melo fue depuesto y sustituido por José Domingo de Obaldía. Su valor y denodado comportamiento militar lo llevaron al ascenso a coronel del ejército. Otra de sus actuaciones militares tuvo lugar en la guerra civil de 1860-1861, en la cual se enfrentaron los liberales contra los gobiernistas, partidarios del presidente conservador Mariano Ospina Rodríguez. Los liberales radicales aspiraban a la aprobación y sanción de una nueva Constitución política de esencia radical y federal. 
Con el batallón Miraflores, el coronel Santos Acosta se tomó la salina de Chámeza y luchó en el norte de Boyacá. Venció al ejército gobiernista conservador en la batalla de Hormezaque en Tasco. Participó en la batalla de la Gran Semana, en Tunja, en la Semana Santa de 1861. Fue ascendido a general en el campo de batalla de Usaquén, debido a su acción y valentía.
Participó en la toma de Bogotá el 18 de julio de 1861. El 12 de octubre de 1861 tomó posesión de la presidencia del Estado Soberano de Boyacá, y continuó sus actividades militares, triunfando en Susacón, Campo de Boyacá con el general Mosquera, y en Nemocón, en el sitio de Barrancas. El 21 de marzo de 1864, el Congreso Nacional de los Estados Unidos de Colombia le concedió una espada de honor, con la siguiente inscripción:  

"El primer Congreso Constitucional de los Estados Unidos de Colombia al ciudadano general Santos Acosta."

En 1863, el presidente Mosquera lo nombró secretario de Guerra y Marina, sucediendo al general Santos Gutiérrez en el cargo que acababa de legalizarse por la Constitución de 1863. Su permanencia en la secretaría, sin embargo fue muy breve.

### Designatura presidencial y Golpe de Estado de 1867

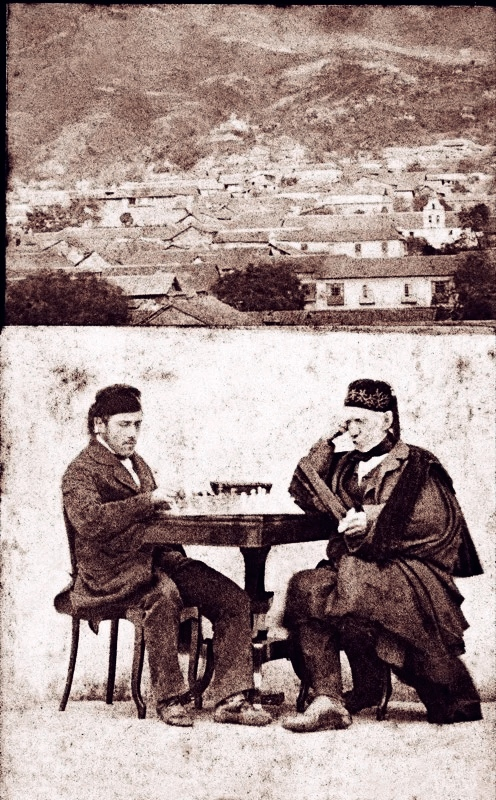
El general Tomás Cipriano de Mosquera en la prisión del Observatorio, jugando ajedrez con Francisco Montenegro. Fotografía de José Gregorio Gutiérrez Ponce.

En 1866 el Congreso Nacional de Colombia lo nombró segundo designado a la presidencia para el período 1866-1868, acompañado por el primer designado José María Rojas Garrido y el tercero Marcelino Gutiérrez, para que dado el caso, asumiera el poder en ausencia del titular Tomás Cipriano de Mosquera. Por su parte, Acosta, quien era congresista a la par de ser comandante de la guardia colombiana por su grado de general de división (actual comandante en jefe del ejército de Colombia), fue nombrado presidente del Congreso.
Mosquera se empezó a tornar cada vez más errático y radical, enemistándose con el Vaticano y causando su excomunión y la de Colombia por parte del papa Pío IX. Su hostilidad con el Congreso llevó a que ordenara su cierre el 29 de abril de 1867, por lo que el general Acosta, en su calidad de designado, apoyado por las cámaras legislativas, las asambleas de los estados y un gran número de municipalidades del país, organizó el golpe de Estado del 23 de mayo de 1867 que fue dirigido por el coronel Daniel Delgado París, con el cual asumió la Presidencia de los Estados Unidos de Colombia. Por su parte, Delgado fue ascendido a general de brigada, asumiendo la jefatura del ejército colombiano.
Sin embargo se generó un vacío en el poder, ya que a partir del 12 de mayo asumió la presidencia temporal el tercer designado, Joaquín Riascos, quien estaba en Santa Marta y no se enteró de que el ejército entregó el poder a Acosta en Bogotá, además de que el Congreso, desconociendo el cierre de abril, eligió a Riascos presidente interino. Una vez tuvo noticias de la designación de Acosta como presidente, Riascos dio traspaso pleno el poder el 28 de junio de ese año.

### Elecciones presidenciales de 1868
Santos apoyó la candidatura presidencial del general Santos Gutiérrez, representante del oficialismo y el radicalismo liberal, quien se enfrentó a Eustorgio Salgar, apoyado por el expresidente Mosquera, quien pretendía regresar al poder. Los conservadores lanzaron la campaña de Pedro Justo Berrío, quien obtuvo un voto estatal más que Salgar, pero no pudo derrotar al candidato de Acosta, quien fue elegido presidente de la federación por 6 estados.

## Presidencia (1867-1868)

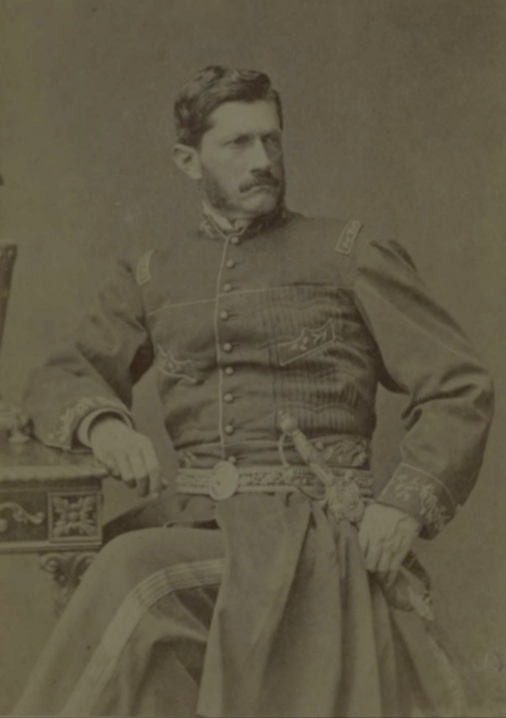
Santos Acosta con uniforme militar, fotografía de Demetrio Paredes.

Santos Acosta se pudo posesionar finalmente el 28 de junio de 1867, siendo reconocido el mandato de Riascos como constitucional y por tanto verdadero predecesor de Acosta. Inicialmente el poder debía ser asumido por el primer designado, de acuerdo con la constitución, pero José María Rojas se encontraba en el exterior en ese momento. Tenía 39 años en el momento de juramentarse como presidente de los Estados Unidos de Colombia. 

### Gabinete
- Secretario de Guerra y Marinaː General Rafael Mendoza Flórez (28 de junio de 1867-20 de diciembre de 1867); Carlos Martín (e) (21 de diciembre de 1867-18 de enero de 1868); José María Baraya Prieto (19 de enero de 1868-1 de abril de 1868).
- Secretario de Relaciones Exteriores y del Interiorː Carlos Martín (28 de junio de 1867-1 de abril de 1868).
- Secretario del Tesoroː Antonio Ferro (28 de junio de 1867-); Carlos J. Herrera (e) (-1 de abril de 1868).
- Secretario de Hacienda y Fomentoː Jorge Gutiérrez de Lara (28 de junio de 1867-1 de abril de 1868)

Su gobierno dio importancia al fortalecimiento económico, sin embargo, una característica de la época fue la inflación, debido a las guerras civiles y a la paralización de la producción nacional. En su gobierno se dio impulso a la navegación fluvial y se estimuló la explotación del carbón de las minas del Cerrejón en el Estado del Magdalena, y se iniciaron las obras de construcción del ferrocarril entre Barranquilla y Sabanilla.

### Fundación de la Nacional

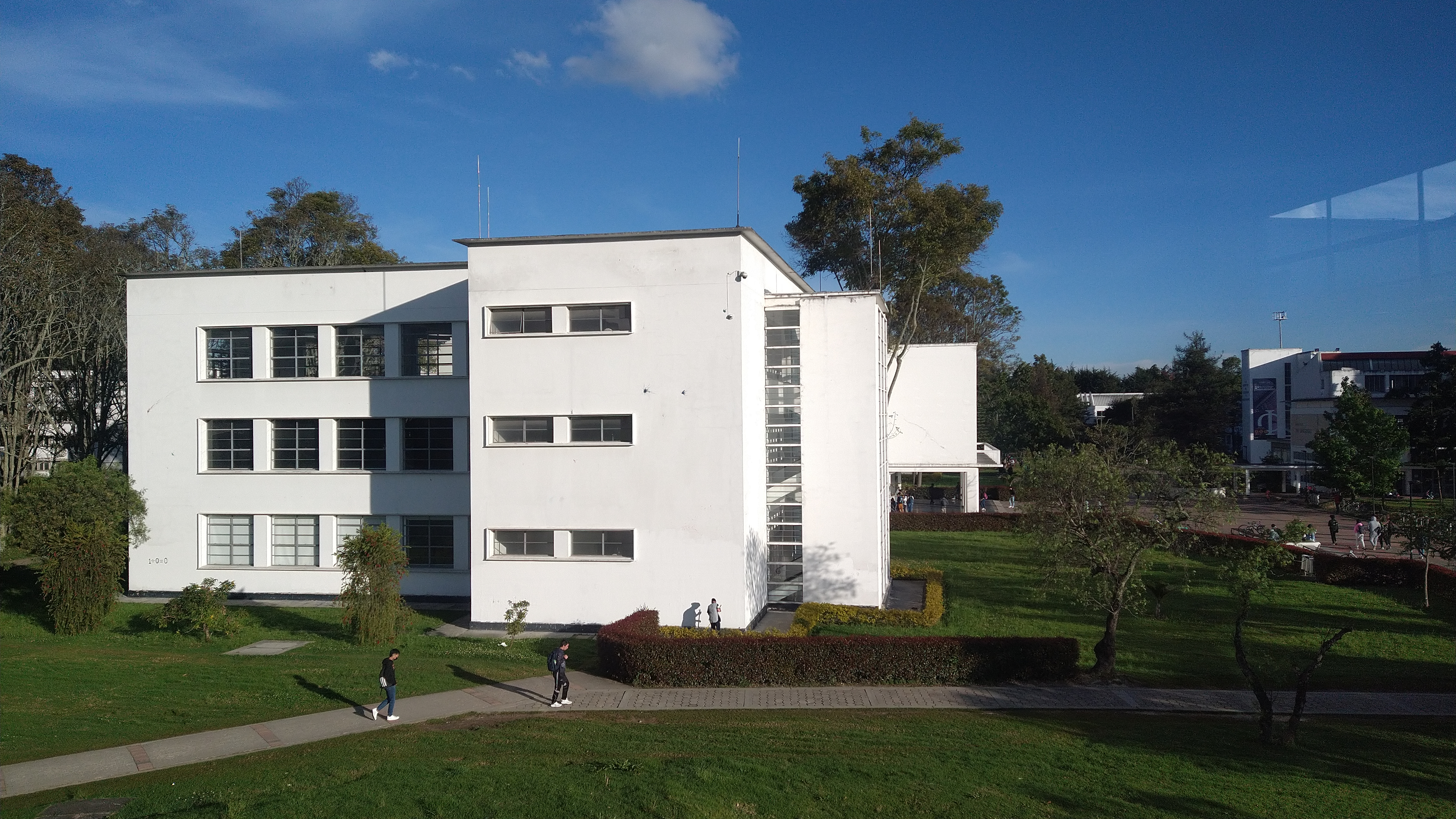
Edificio de Ingeniería de la UNAL, Bogotá-

Acosta dio las pautas para la fundación de la Universidad Nacional de Colombia, que fue creada mediante ley 66 del 22 de septiembre de 1867, con la cual el gobierno federal dio autorización al Estado Soberano de Cundinamarca para la apertura de la institución bajo el nombre de Universidad Nacional de los Estados Unidos de Colombia.
Sus primeras facultades fueron la de Derecho, Ciencias Políticas y Sociales; la de Medicina (que él mismo supervisó personalmente) y la de Artes. Acosta buscaba conjurar la falta de universidades en el país, que fueron suprimidas en 1860 bajo el gobierno del conservador Mariano Ospina Rodríguez, muy a pesar de que el antecesor de Ospina, el también conservador Manuel María Mallarino, era un destacado educador. 
El 13 de enero de 1868, Acosta firmó el decreto orgánico que dio estructura a la naciente universidad, nombrándose como primer rector al abogado y fundador del Partido Liberal, Ezequiel Rojas, quien rechazó el nombramiento por problemas de salud, y en su lugar lo hizo Manuel Ancízar, quien era cuñado del artífice de la ley 66 de 1867, José María Samper Agudelo; Ancízar representaba el espíritu contestatario que quería impregnar Acosta en la universidad. La nueva institución abrió sus puertas con un presupuesto de 30.092 pesos, proveniente del Colegio Militar y con infraestructura de instituciones católicas, y con 46 docentes de fama nacional.

### Archivos Nacionales

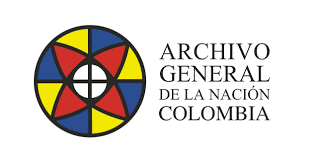
Actual logo del Archivo Nacional de Colombia.

Por medio de decreto del 17 de enero de 1868, Acosta creó el Archivo Central de las Secretaría del despacho (hoy Archivo General de Colombia), por iniciativa de Manuel Ancízar. El archivo se ubicó en el archivo destinado para la secretaría del interior, y a su cargo se delegó la custodia de los archivos de las secretaría de guerra, hacienda, tesoro y exteriores, así como el archivo heredado de la administración colonial española. Así el archivo nació con dos salasː la primera llamada colonial, y la segunda sin nombre donde se albergaba la documentación de las 4 secretarías y de la contaduría nacional.
El 23 de enero, Acosta nombró primer archivero nacional al escritor José María Vergara y Vergara, cuyas oficinas fueron creadas en la sede de correos y telégrafos del segundo piso del Palacio Nacional. Vergara renunció al archivo el 21 de junio por conflicto con el secretario de Interior y Relaciones Exteriores, y en su reemplazo se nombró como encargado a José María Quijano Otero. 

## Posgobierno

### Embajador en Estados Unidos (1868-1870)
Finalizado su corto mandato, Acosta fue enviado por el presidente Santos Gutiérrez a Washington como cabeza de legación colombiana en ese país. A su regreso de Estados Unidos, Acosta fue elegido diputado de la Asamblea de Boyacá entre 1870 y 1872, y senador de ese estado en ese año.

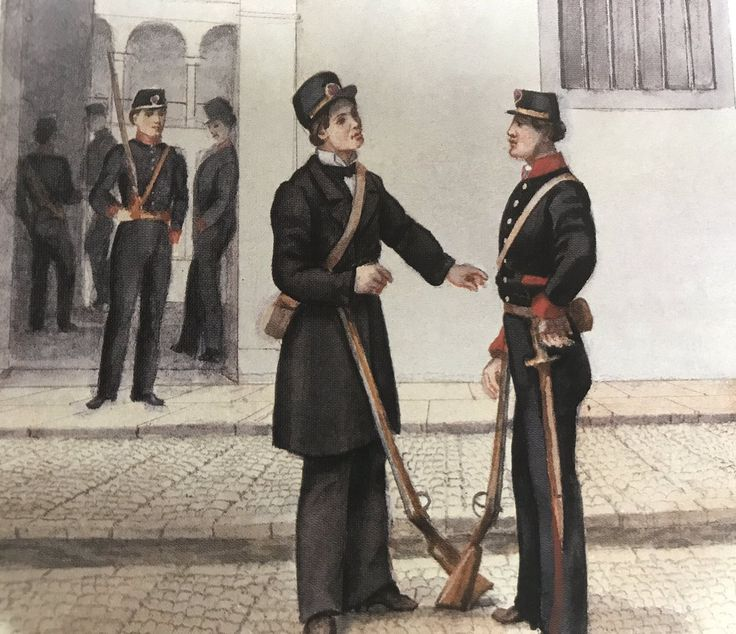
Tropas cívicas liberales de 1876.

### Secretario de Guerra y Marina (1875-1877)
En 1875, Acosta fue llamado a ocupar por segunda vez la secretaría de Guerra y Marina de la federación, esta vez por solicitud del presidente liberal Santiago Pérez Manosalva, sufriendo un atentado contra su vida perpetrado por un estudiante, el cual no revistió de gravedad. Permaneció en el cargo hasta el 1 de abril de 1876, con el cambio de gobierno.
El general Santos Acosta también participó en la guerra civil de 1876, en defensa del gobierno del presidente Aquileo Parra, como defensor del radicalismo liberal estatal y el continuismo. Fue nombrado general en jefe del Ejército de Occidente y participó en la batalla de Garrapata, en Tolima, el 20 de noviembre de 1876.  
Por esa razón, en 1877 el presidente Parra lo nombró en la secretaría de guerra y marina por tercera vez, reemplazando al hermano del presidente, Felipe Pérez. Terminado su período, Parra nombró a José María Quijano Wallis, protegido del expresidente Froilán Largacha, como secretario de guerra, para nuevamente regresar a la secretaría en 1877, ejerciendo el cargo hasta el cambio de gobierno, el 1 de abril de 1878. En 1880 fue elegido senador por el estado de Tolima.
Pese a su vasta experiencia, y aunque se lo solicitaron los liberales, Acosta se abstuvo de tomar parte en la guerra civil de 1885, y tampoco estuvo de acuerdo con la guerra de los Mil Días por considerarla desastrosa para el futuro de Colombia. 

### Guerra civil de 1895

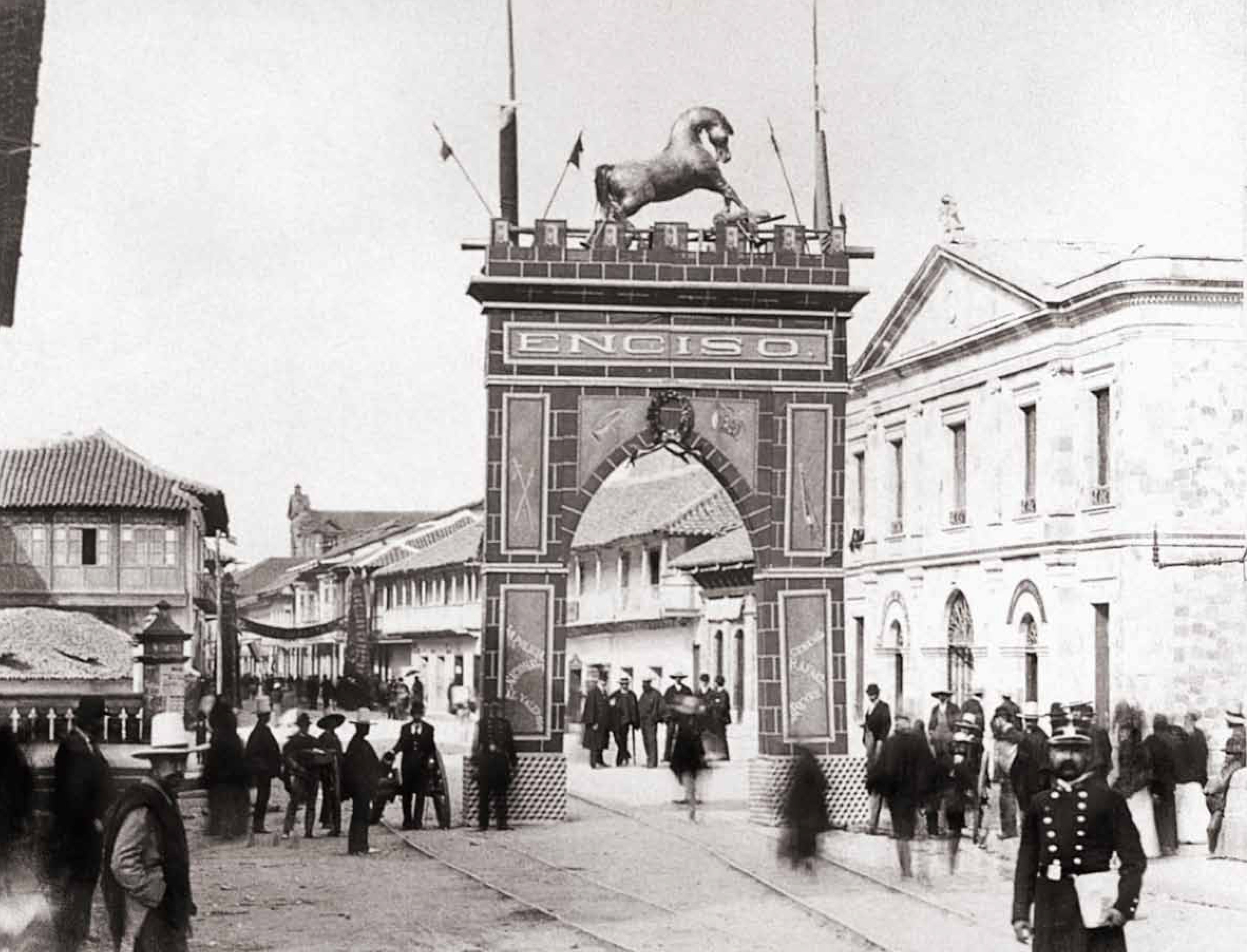
Arco del triunfo instalado en Bogotá para recibir al ganador del conflicto, el general Rafael Reyes, 1895.

En 1895, el general Santos encabezó una conjura para el derrocamiento del gobierno conservador, que estaba dirigido por el designado Miguel Antonio Caro, ya que desde septiembre de 1894 el titular Rafael Núñez había muerto en el ejercicio del cargo. Sin embargo, gracias a Enrique de Narváez (ministro y pariente del designado Caro), se hizo público el complot y el 21 de enero se ordenó la reclusión del expresidente Acosta en el Panóptico de Bogotá. El apresamiento de Acosta solamente avivó el movimiento rebelde e iniciaron las hostilidades formalmente el 23 de ese mes.
Mientras Acosta permaneció encerrado en condiciones deplorables, dirigió las escaramuzas liberales sus generales Siervo Sarmiento, José María Ruiz y un joven Rafael Uribe Uribe. Al final los rebeldes liberales fueron derrotados por el coronel Rafael Reyes Prieto en la batalla de Enciso, quien fue recibido con honores en Bogotá. Por su parte, Acosta fue puesto en libertad gracias a las gestiones del exministro Sergio Camargo Pinzón, quien era su cuñado. Desde ese momento, Acosta permaneció alejado de la vida pública.

### Muerte
Santos Acosta falleció en la Parroquia de las Nieves, en Bogotá, el 9 de enero de 1901 a los 73 años, a raíz del deterioro de su salud provocada por la neumonía que contrajo a causa de su reclusión en 1895. Sus restos reposan actualmente en el Cementerio Central de Bogotá.

## Familia

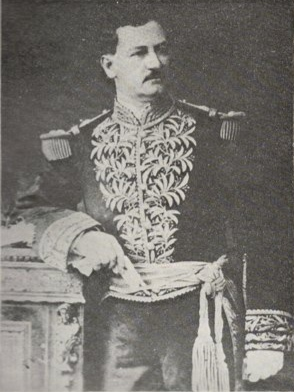
Su cuñado, Sergio Camargo Pinzón.

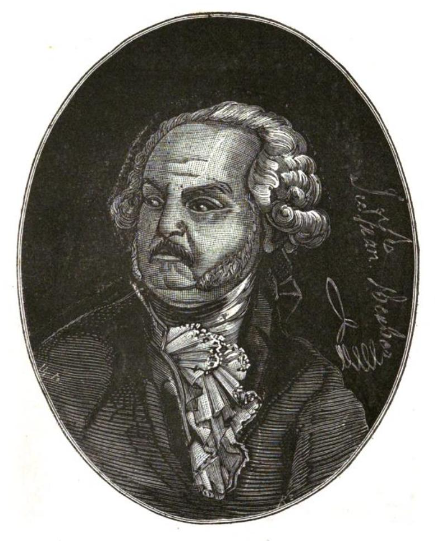
Su bisabuelo, Juan Francisco Berbeo.

Santos Acosta era hijo de Joaquín Acosta y Berbeo, originario de Guadalupe, Santander, y de su primera esposa, Micaela del Castillo Salinas, local de Miraflores, siendo sus hermanos Matilde, Trinidad, Francisca Emilia, Cleofe, Arcadio, Rita, José Joaquín, Matilde segunda y Milcíades Acosta Castillo.  
Su padre era nieto del militar neogranadino Juan Francisco Berbeo, quien fue el comandante general de los Comuneros del Socorro en 1781, y su tío, Nicolás Acosta Berbeo, luchó en la guerra de la independencia contra España, siendo capturado por los realistas y fusilado a los 22 años el 24 de noviembre de 1817, por lo que se le conoce como "El Mártir Nicolás". También desciende de Francisco Berbeo el político y diplomático José Antonio Montalvo Berbeo, designado presidencial y presidente temporal en agosto de 1963. 
Su hermana Matilde I, fue una de las esposas del político y militar Sergio Camargo Pinzón, quien ejerció temporalmente la presidencia de Colombia en 1877; la otra esposa de Camargo fue su otra hermana Trinidad. Camargo es ancestro del expresidente de Colombia Alberto Lleras Camargo. Eran medio hermanos de Santos Acosta Josefina, Aurelio, Rita, Tulio y Pablo Emilio Acosta Castillo, quienes eran hijos de su padre Joaquín con su segunda esposa, Dolores Castillo y Espinoza, sobrina de su primera esposa.  
El político y empresario Virgilio Barco Vargas (presidente de Colombia entre 1986 y 1990) era sobrino chozno de Acosta, ya que Barco era sobrino bisnieto de Miguel Durán Franco, bisnieto a su vez de su hermano Milcíades Acosta y de su esposa y pariente Eloísa Acosta Gutiérrez.  
En segundas nucpias, su padre se casó con su la prima de su fallecida esposa, Micaela del Castillo Espinosa, con quien tuvo a sus hijos Josefina, Aurelio, Pablo Emilio, Rita y Tulio Acosta del Castillo.  

### Matrimonio y descendencia
Miguel Santos Acosta se casó en Tunja con la dama de sociedad Carlota La Rotta Castañeda, en enero de 1858, con quien tuvo a sus tres hijosː María, Carmen y Enrique Acosta La Rotta. Su único hijo murió soltero y sin descendencia, por lo que su apellido se extinguió, y en la actualidad sobrevive sólo por los descendientes de los hermanos varones del general. Por su parte sus hijas María y Carmen se unieron en matrimonio con Salvador Muñóz y José María Saravia, respectivamente.

## Legado
Su tumba en el Cementerio Central de Bogotá está ornada con un busto en bronce de Acosta con su uniforme de general, con su nombre tallado sobre una base de piedra arenisca. En su natal Miraflores, la biblioteca municipal pública del municipio lleva su nombre y un busto en bronce está ubicado en la parque principal del municipio con la fraseː "República de Colombiaː Al general Santos Acosta".